# 22824 von Neumann
22824 von Neumann è un asteroide della fascia principale. Scoperto nel 1999, presenta un'orbita caratterizzata da un semiasse maggiore pari a 2,3338735 au e da un'eccentricità di 0,1601339, inclinata di 4,67252° rispetto all'eclittica.
L'asteroide è dedicato al matematico ungherese naturalizzato statunitense John von Neumann.